# Cycle des Inhibiteurs
Le cycle des Inhibiteurs (titre original : Revelation Space) est une œuvre littéraire appartenant au genre de la science-fiction, créée par l’écrivain Alastair Reynolds dont le premier tome est paru au pays de Galles en 2002.
L'auteur plonge le lecteur dans un univers où l’Humanité a colonisé de nombreux endroits de la galaxie et a fait de nombreuses avancées technologiques. Cette colonisation est accompagnée d’un certain morcellement de l’Humanité, qui donne naissance à différentes factions au travers desquelles Alastair Reynolds explore les possibilités et limites de l’humanité, notamment avec les Conjoineurs et les Ultras.
Dans cet univers, les Hommes ont satisfait beaucoup de leurs rêves, que ce soit l’allongement extrême de leur longévité, grâce à des traitements avancés de rajeunissement, ou les modifications et améliorations de toutes sortes de leurs apparence et métabolisme, par perfectionnements mécaniques (implants, prothèses, …) ou par l’ingénierie génétique. Malgré cela, l’Humanité n’a pas trouvé de réponse à l’une de ses plus anciennes questions. Est-elle seule dans le vide sidéral ? C’est la poursuite acharnée de ce questionnement qui ramènera les Inhibiteurs, ces machines issues de l’aube de la galaxie aussi mortelles qu’anciennes. Elles semblent avoir été conçues pour éradiquer toute forme de vie intelligente.
Alastair Reynolds décrit cette crise et ses implications pour toutes les factions, dont aucune ne pourra cette fois ignorer l’existence, au travers de L'Espace de la révélation, La Cité du gouffre, L'Arche de la rédemption et Le Gouffre de l'absolution.

## Œuvres
1. L'Espace de la révélation, Presses de la Cité, 2002 ((en) Revelation Space, 2000), trad. Dominique Haas  (ISBN 2-258-05841-4)
2. La Cité du gouffre, Presses de la Cité, 2003 ((en) Chasm City, 2001), trad. Dominique Hass  (ISBN 2-258-05864-3)Prix British Science Fiction du meilleur roman 2001
3. L'Arche de la rédemption, Presses de la Cité, 2004 ((en) Redemption Ark, 2002), trad. Dominique Haas  (ISBN 2-258-06355-8)
4. Le Gouffre de l'absolution, Presses de la Cité, 2005 ((en) Absolution Gap, 2003), trad. Dominique Haas  (ISBN 2-258-06647-6)
5. (en) The Prefect, 2007
6. (en) Elysium Fire, 2018
7. (en) Inhibitor Phase, 2021
8. (en) Machine Vendetta, 2024

Plusieurs nouvelles indépendantes se déroulent également dans le même univers :
- (en) Great Wall of Mars, 2000
- (en) Glacial, 2001
- (en) A Spy in Europa, 1997
- (en) Weather, 2006
- (en) Dilation Sleep, 1990
- (en) Grafenwalder's Bestiary, 2006
- (en) Nightingale, 1990
- (en) Galactic North, 1999
- Diamond Dogs, 2006 ((en) Diamond Dogs, 2001)
- Turquoise Days, 2006 ((en) Turquoise Days, 2002)

Les nouvelles Diamond Dogs et Turquoise Days sont réunies dans le recueil Diamond Dogs, Turquoise Days. Les autres sont réunies dans le recueil Galactic North.

## Lieux
Les événements du cycle des Inhibiteurs se déroulent dans différents systèmes planétaires de la voie lactée.

## Technologies
- Moteur Conjoineur : technologie de propulsion inventée par les Conjoineurs et équipant la plupart des vaisseaux inter-système
- Gobe-lumen : type d’immense vaisseau inter-système
- Suppresseur d'inertie
- Pointe de feu, ou Poussière de feu : arme de taille extrêmement réduite, voisine d'une tête d'épingle, et d’une puissance effroyable, basée sur la suspension d’une “goutte” d’anti-matière.
- Entoptique : système d’émission visuelle vers les implants neuraux des personnes environnantes. Il permet de faire apparaitre dans le champ de vision des interlocuteurs toutes sortes d'images, un peu à la manière des hologrammes. Ce système fonctionne en grande partie grâce aux implants de l'émetteur, logés dans son cerveau. Les "entoptiques" émis sont donc étroitement liés à l'état d'esprit du l'émetteur, voire à son état de santé.
- Médichine : nano-robot médicaux
- Volanteur : véhicule volant particulier en usage à Chasm City
- Cryosomnie : sommeil provoqué par un procédé de refroidissement médical, permettant aux usagers de réduire leur vieillissement de manière significative, particulièrement utile pour les voyageurs des gobe-lumen
- Arme hypométrique
- Mine ballon : arme basée sur l'utilisation du vide quantique. D'un aspect de ballon de basket de chair ridée à son lancement, la mine ballon se "gonfle" en une fraction de seconde lorsqu'une cible passe à proximité, et atteint une taille moyenne de vingt kilomètres de diamètre. Le vide est instantanément créé à l'intérieur de cette gigantesque bulle, et tout ce qui a pu entrer dans son rayon d'action cesse purement d'exister.

## Thèmes

### Transhumanisme
En recherchant leur amélioration, les Conjoineurs sont devenus une sorte d’Humanité hors de l’Humanité. Leurs implants neuraux leur permettent de penser plus vite, de communiquer par la “pensée”, ainsi que d’adapter leurs perceptions par des “algorithmes” neuraux. Ces modifications constituent la Transillumination.
Les Ultras utilisent des techniques semblables aux Conjoineurs, sans en atteindre l’excellence. Les Ultras privilégient généralement les ultra-perfectionnements mécaniques, telles les prothèses organiques ou mécaniques. Il leur arrive également d'avoir recours à la génétique pour améliorer leurs facultés, ou tout simplement pour changer de morphologie.